# Coroa estoniana
A coroa (kroon; código ISO 4217: EEK) foi a moeda em vigor na Estónia entre 1928 e 31 de dezembro de 2010. Uma coroa encontra-se dividida em 100 senti (singular: sent). Em 1 de janeiro de 2011, por decisão do governo do país, o Euro substituiu a coroa estoniana.